# Ot zari do zari
Ot zari do zari (От зари до зари) è un film del 1975 diretto da Gavriil Georgievič Egiazarov.

## Trama
Il film racconta gli eventi di una giornata vissuta dal caposquadra della fattoria collettiva Fёdor Rožnov. Questa giornata si è rivelata piena di lavoro, preoccupazioni, gioie, dolori, rapporti difficili con le persone e ricordi degli anni della guerra.